# Biskupi Sapy

## Biskupi ordynariusze
- 1707 - 1719 bp Egidio Quinto
- 1707 - 1829 wakat
- 1829 - brak danych bp Pietro Borzi
- 1843 - brak danych bp Pietro Severini, O.F.M.
- 1873 - 1890 bp Giulio Marsili, O.F.M.
- 1890 - 1892 bp Lorenzo Petris de Dolammare
- 1893 - 1900 bp Gabriele Neviani, O.F.M.
- 1900 - 1904 bp Lazër Mjeda
- 1905 - 1910 bp Giacomo Sereggi
- 1911 - 1928 bp Gjergj Koleci
- 1928 - 1935 bp Joseph Gionali
- 1936 - 1940 bp Vinçenc Prennushi, O.F.M.
- 1940 - 1948 bp Gjergj Volaj
- 2005 - 2006 bp Dodë Gjergji
- 2006 - 2016 bp Lucjan Avgustini
- od 2017 bp Simon Kulli

## Biskupi pomocniczy
- 1873 - 1873 bp Giulio Marsili, O.F.M., koadiutor